# Рівномірно опуклий простір
Банахів простір {\displaystyle X} називається рівномірно опуклим, якщо для {\displaystyle \forall \{x_{n}\},\{y_{n}\}\subset X} таких що {\displaystyle \|x_{n}\|=1,\|y_{n}\|=1,\|x_{n}+y_{n}\|\rightarrow 2} справедливо {\displaystyle \|x_{n}-y_{n}\|\rightarrow 0}.

## Властивості
- Будь-який рівномірно опуклий простір є рефлексивним.
- У рівномірно опуклому просторі {\displaystyle X}, для {\displaystyle \forall \{x_{n}\}\subset X} такої що {\displaystyle x_{n}\rightarrow x_{0}} слабко і {\displaystyle \|x_{n}\|\rightarrow \|x_{0}\|,n\rightarrow \infty }, то {\displaystyle x_{n}\rightarrow x_{0}} сильно.